# Moustapha Lutfi al-Manfaluti
Pour les articles homonymes, voir Lutfi.
Mustafa Lutfi al-Manfaluti (né le 30 décembre 1876 à Manfalut – mort le 25 juillet 1924 au Caire) (arabe : مصطفى لطفي المنفلوطي) est un romancier, nouvelliste et essayiste égyptien. Il devint célèbre en traduisant et en adaptant plusieurs célèbres pièces théâtrales occidentales, avec un style utilisant l'important potentiel de la langue arabe.

## Biographie
Mustafa Lutfi est né le 30 décembre 1876 à Manfalut dans le gouvernorat d'Assiout en Haute-Égypte. Sa famille (d'origine arabe par son père et turque par sa mère) se réclamait descendante de Hussein ben Ali, le petit-fils de Mahomet. Mustafa Lutfi reçut une éducation religieuse très stricte à l'école coranique de Jala Ad-din al-Assiouti, un éminent cheikh égyptien, poursuivant ainsi la tradition familiale. Il étudia ensuite à l'université Al-Azhar, au Caire où il suivit les cours du cheikh Mohammed Abdou, et fut très influencé par ses idées progressistes et réformatrices. C'est à cette époque là que son talent littéraire surgit. Il commença à écrire des poèmes à l'âge de seize ans et à s'intéresser à la littérature arabe, en étudiant notamment des auteurs antiques tels que Ibn al-Muqaffa, Al-Jahiz, Al-Mutanabbi ou encore Abu-l-Ala al-Maari. Mais ses poèmes critiques envers le Khédive Abbas II d'Égypte et la colonisation britannique lui valurent d'être emprisonné six mois, pendant qu'il étudiait encore.
Après avoir terminé ses études, il travaille comme secrétaire de l'Assemblée Législative de 1913 à 1921, puis se consacra entièrement à l'écriture. Peu avant sa mort, il rencontra le leader nationaliste égyptien Saad Zaghloul et adhéra à ses idées politiques. Mustafa Lutfi meurt le 25 juillet 1924 au Caire, après un long combat contre la maladie.

### Style littéraire
En tant qu'essayiste, al-Manfaluti s'attache à dénoncer les disparités sociales et l'injustice faites aux femmes. Cependant, sa critique sociale puise sa force dans les préceptes de l'Islam, qu'il dit vouloir débarrasser des traditions, à l'opposé des penseurs occidentaux.
Cette vocation dénonciatrice et réformatrice se retrouve dans ses nouvelles, qui se concluent souvent par une morale ou un commentaire édifiant.
Mais l'œuvre d'al-Manfaluti se démarque par son style, qui consiste en une prose narrative moderne, libérée des règles de la rhétorique ancienne inapte à exprimer les idées nouvelles. L'écriture d'al-Manfaluti se veut aisée et sans fioritures. Ses détracteurs lui reprochent cependant la redondance des synonymes, et le soin apporté au style plus qu'au sens précis. Ce à quoi ses partisans répondent en soulignant l'aspect ornementé et le prestige de sa prose rimée.
C'est dans ce style unique qu'al-Manfaluti entreprit de traduire, ou plutôt de transposer sous forme de romans, Sous les tilleuls d'Alphonse Karr, Pour la couronne de François Coppée, Le Cyrano de Bergerac d'Edmond Rostand, Paul et Virginie de Bernardin de Saint-Pierre. Déjà les Âbarate contenaient des adaptations de La Dame aux camélias d'Alexandre Dumas fils et, de Chateaubriand, Atala et Le Dernier Abencérage. Non exemptes de contresens, de pages ou de chapitres manquants, ces traductions ont contribué à faire passer en Égypte les idées et le goût de la littérature romantique française. Si le style mis au point par Manfaluti semble aujourd'hui dépassé, il n'en demeure pas moins qu'il a permis l'introduction dans la littérature arabe de genres jusque-là étrangers, la nouvelle et le roman.

### Œuvres
- Mukhtarate al-Manfaluti (1912) مختارات المنفلوطي (littéralement: Les [Œuvres] Choisies d'al-Manfaluti) est un recueil d'articles divers publiés dans l'hebdomadaire Al Mu'ayyad.
- An-Nadharate النظرات (littéralement: Les Regards), en trois volumes (1910, 1912 et 1921), est un recueil d'essais publiés à partir de 1908 dans l'hebdomadaire cairote Al Mu'ayyad.
- Al-Âbarate العبرات (littéralement: Les Larmes), recueil de nouvelles de mœurs décrivant la vie populaire par l'intermédiaire de personnages à la psychologie peu fouillée, dans un contexte de sentimentalité romantique où point l'humour égyptien, discret et désabusé.
- Al-Fadila الفضيلة (littéralement: La Vertu), roman adapté de Paul et Virginie de Bernadin de Saint-Pierre[1].
- As-Shaîr الشاعر (littéralement: Le Poète), traduit du français d'un roman d'Edmond Rostand.
- Majdouline ماجدولين traduit d'un roman français (Sous les tilleuls) de Alphonse Karr.
- Fi Sabili at-Taj في سبيل التاج (littéralement: Pour la Couronne), traduit du français d'une pièce de théâtre de François Coppée.
- Bacha Racim